# Châtres-la-Forêt
Châtres-la-Forêt is een plaats en voormalige gemeente in het Franse departement Mayenne (regio Pays de la Loire) en telt 641 inwoners (1999). De plaats maakt deel uit van het arrondissement Mayenne. Châtres-la-Forêt is op 1 januari 2019 gefuseerd met de gemeenten Évron en Saint-Christophe-du-Luat tot de gemeente Évron; de drie fuserende gemeenten kregen de status van commune deleguée. 

## Geografie
De oppervlakte van Châtres-la-Forêt bedraagt 13,6 km², de bevolkingsdichtheid is 47,1 inwoners per km².
De onderstaande kaart toont de ligging van Châtres-la-Forêt met de belangrijkste infrastructuur en aangrenzende gemeenten.

## Demografie
Onderstaande figuur toont het verloop van het inwonertal (bron: INSEE-tellingen).